# Anders Bech-Jessen
Anders Bech-Jessen (født 26. januar 1956) er en dansk journalist og studievært.
Bech-Jessen arbejdede for Danmarks Radio som radiovært på Københavns Radio, og Go' Morgen P3. Bech-Jessen skiftede senere til TV2/Danmark, hvor han var vært på Nyhederne.
Med seks år på bagen i TV2 og 1.022 udsendelser af TV2 Nyhederne skiftede han i 2004 til DR, hvor han begyndte som vært på "Kontant", hvor han efterfulgte Mette Vibe Utzon fra 30. marts 2004 indtil starten af 2007, hvor han blev afløst af Klaus Bundgård Povlsen, og startede i nyhedsprogrammet 21 Søndag. Med et gennemsnitligt seertal på 934.000 om ugen, gjorde 21 Søndag til det mest sete nyhedsprogram i Danmark. Han valgte at stoppe efter to et halvt år med begrundelsen: "efter to et halvt år trænger både min familie og jeg til nogle flere weekender, hvor der er plads til andet end arbejde". Han har 5 børn med to forskellige kvinder.
Han fik den 16. juni 2006 DR's Sprogpris med begrundelsen:
"Han er et strålende eksempel på, at kvalitet, tilgængelighed, stilsikkerhed, personlighed, popularitet og gennemslagskraft kan trives i samme person og samme sproglige udtryk. Anders Bech-Jessen er et moderne mediemenneske med klassiske dyder."
Han har i begyndelsen af sin journalistiske karriere tidligere været ansat i Danmarks Radio, både på radio- og tv-siden.
Anders Bech-Jessen har siden december 2010 været vært på Danmarks Radio P1's morgenprogram P1 Morgen.